# Miguel Malvar

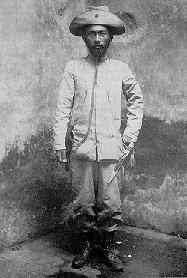
Miguel Malvar ten tijde van de Filipijnse Revolutie

Miguel Malvar (Santo Tomas, 27 september 1865 – Manilla, 13 oktober 1911) was een Filipijns revolutionair generaal. Malvar vocht tijdens de Filipijnse Revolutie tegen de Spaanse en aansluitend de Amerikaanse koloniale overheersers. Na de gevangenname van Emilio Aguinaldo nam hij de leiding over de opstand over. Volgens enkele historici is Malvar ook de tweede president van de Filipijnen geweest. Deze stelling is echter nooit officieel door de Filipijnse regering erkend.

## Biografie
Miguel Malvar werd geboren in 1865 in San Miguel, Santo Tomas in de provincie Batangas. Hij was de oudste van drie kinderen van Tiburcia Carpio en Maximo Malvar, een welgestelde suikerbaron en hout- en rijstproducent. In tegenstelling tot de meeste van zijn landgenoten genoot Miguel hierdoor enige opleiding. De eerste jaren kreeg hij les op de school van de rooms-katholieke priester Valerio. Na enkele jaren stopte hij met zijn studie en trouwde hij met zijn jeugdliefde Paula Maloles. Hij vestigde zich in zijn geboortedorp en ging zijn vader achterna in de zaken. Binnen niet al te lange tijd had hij een groot stuk land vergaard, waar hij hout, abaca, suiker en sinaasappels voor de export produceerde. In 1890 werd Malvar gekozen tot gobernadocillo (burgemeester) van Santo Tomas. Hij kreeg in die periode door het systematisch tegenwerken van de rooms-katholiek geestelijken problemen met de Spaanse koloniale overheid.
Halverwege de jaren 90 werd Malvar lid van de ondergrondse verzetsbeweging Katipunan. Toen het bestaan van de beweging in 1896 bij de Spanjaarden bekend werd, brak de Filipijnse Revolutie uit. Malvar stelde een eigen leger samen, dat bekendstond als de Batangas Brigade. Zijn troepen werkten nauw samen met de overige opstandelingen onder aanvoering van Emilio Aguinaldo. Vanwege de overmacht van de Spaanse troepen zagen de Filipijnse leiders van de opstand zich na een jaar gedwongen een wapenstilstand aan te gaan. Hoewel hij bij voorkeur wilde doorvechten, ondertekende ook Malvar dit pact van Biak-na-Bato en vertrok als onderdeel van de voorwaarden van het pact in december 1897 met de andere leiders in ballingschap naar Hongkong.
Toen in april 1898 de Spaans-Amerikaanse Oorlog uitbrak, keerden de Filipijnse leiders op verzoek van de Amerikanen terug naar hun vaderland en werd de revolutie hervat. Ditmaal was het verloop voor de opstandelingen gunstig. In juni 1898 riep Emilio Aguinaldo de onafhankelijkheid van de Filipijnen uit. In juli had Malvar met zijn Batangas Brigade de Spanjaarden uit Batangas verdreven. In augustus namen de Amerikanen ook Manilla in. Formeel kwam er in december 1898 een einde aan de meer dan driehonderd jaar durende Spaanse koloniale overheersing, toen de Filipijnen als onderdeel van de Vrede van Parijs in Amerikaanse handen kwamen. De Filipijnse opstandelingen stelden ondertussen een Filipijnse Grondwet op, waarna Emilio Aguinaldo werd gekozen tot President van de Filipijnen.
De Amerikaanse regering was echter niet van plan de Filipijnen hun onafhankelijkheid te geven. In februari 1899 vonden de eerste schermutselingen tussen de Amerikanen en Filipijnse opstandelingen plaats. Op 2 juni 1899 verklaarde de Filipijnse revolutionaire regering Amerika officieel de oorlog en was de Filipijns-Amerikaanse Oorlog formeel begonnen. Malvar had ondertussen zijn Batangas Brigade uitgebreid en begon met zijn troepen een guerrillaoorlog tegen de superieure Amerikaanse troepen. In juli 1899 trok hij zich terug in Calamba met de bedoeling vanuit daar de provincie Batangas te verdedigen. Herhaalde Amerikaanse aanvallen eisten hun tol bij de troepen van Malvar. De manschappen waren bovendien te veel verspreid over de provincie om de Amerikanen echt aan te kunnen pakken. Desondanks hield Malvar zijn guerrillatactiek vol tot in 1902.
Toen Aguinaldo in 1901 gevangengenomen werd bleef Malvar in Batangas doorvechten. Na het wegvallen van Aguinaldo werd Malvar beschouwd als leider van de Filipijnse Revolutie. Ondanks enkele successen in 1901 en begin 1902 bleek de Amerikaanse overmacht uiteindelijk te groot. De Amerikaanse generaal James Franklin Bell begon een grootscheepse aanval om Malvar gevangen te nemen. De burgerbevolking had in die periode enorm te lijden. De Amerikanen vernielden voedselbronnen, waardoor er hongersnood uitbrak. Toen er door de omstandigheden bovendien een epidemie van cholera uitbrak, gaf hij zich in april 1902 over. Hij werd door de Amerikanen met respect behandeld. Hij weigerde een positie in de overheid en trok zich terug in de provincie Batangas. In 1911 overleed hij op 46-jarige leeftijd aan een leveraandoening. Samen met zijn vrouw Paula Maloles kreeg hij elf kinderen.